# 15554 Chenhuaipu
15554 Chenhuaipu este o planetă minoră (asteroid), cu un diametru de 3,896 km, din centura de asteroizi. A fost descoperită pe 29 martie 2000 la Experimental Test Site⁠(d) de Lincoln Near-Earth Asteroid Research. 
Obiectul prezintă o orbită caracterizată de o semiaxă mare de 2,3981291 UAi, o excentricitate de 0,14, o înclinație de 7,08261 ° în raport cu ecliptica.